# Cotton Plant
Cotton Plant é uma cidade localizada no estado americano de Arkansas, no Condado de Woodruff.

## Demografia
Segundo o censo americano de 2000, a sua população era de 960 habitantes.
Em 2006, foi estimada uma população de 875, um decréscimo de 85 (-8.9%).

## Geografia
De acordo com o United States Census Bureau, a localidade tem uma área de 2,7 km², sem área coberta por água. Cotton Plant localiza-se a aproximadamente 59 m acima do nível do mar.

## Localidades na vizinhança
O diagrama seguinte representa as localidades num raio de 24 km ao redor de Cotton Plant.